# Noteć
Il Noteć (in tedesco Netze, in latino Natissis) è un fiume della Polonia centrale, che ha una lunghezza di 388 km (il settimo per ordine di lunghezza) e un bacino complessivo di 17.330 km². È un affluente del Warta e scorre completamente in Polonia.
Scorre dal Voivodato della Cuiavia-Pomerania, attraverso i Voivodati della Grande Polonia e di Lubusz, e si getta nel fiume Warta presso Gorzów Wielkopolski.

## Città attraversate
- Inowrocław
- Izbica Kujawska
- Kruszwica
- Pakość
- Barcin
- Łabiszyn
- Nakło nad Notecią
- Ujście
- Czarnków
- Wieleń
- Krzyż Wielkopolski
- Drezdenko
- Santok (vicino a Gorzów Wielkopolski)